# Rozalia Ochab

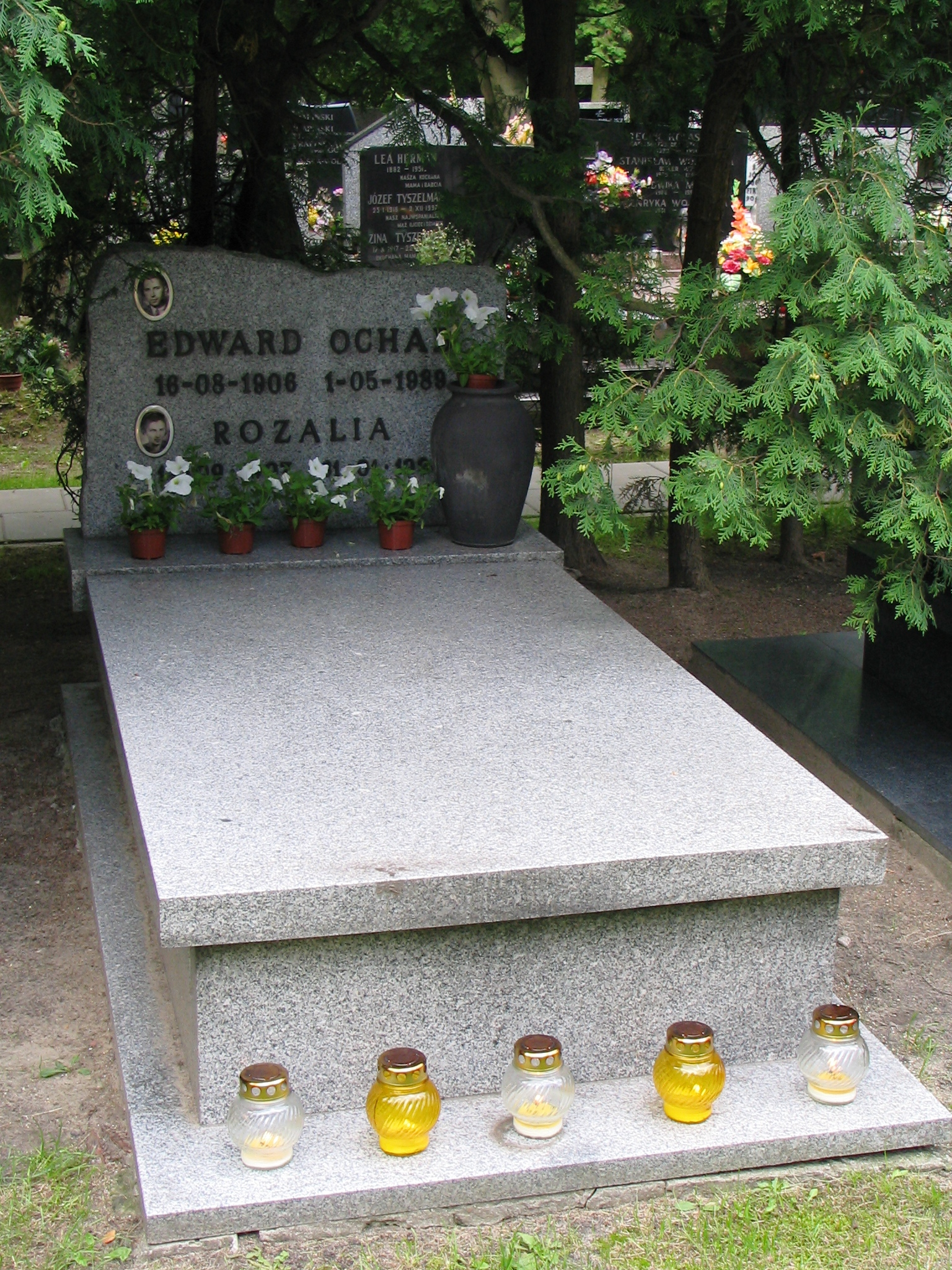
Grób Edwarda Ochaba i jego żony Rozalii na Cmentarzu Wojskowym na Powązkach w Warszawie

Rozalia Ochab, z domu Rachela Silbiger (ur. 12 września 1907, zm. 31 stycznia 1996 w Warszawie) – żona komunistycznego polityka Edwarda Ochaba.

## Życiorys
W latach 1964–1968 jej mąż sprawował funkcję przewodniczącego Rady Państwa – formalnej głowy państwa. Jest pochowana obok męża w Alei Zasłużonych na Cmentarzu Wojskowym na Powązkach (kwatera A4-tuje-1).
W listopadzie 1965, podczas oficjalnej wizyty Edwarda Ochaba w Egipcie została odznaczona przez prezydenta Gamala Abdela Nasera Orderem Doskonałości. We wrześniu 1966, podczas oficjalnej wizyty w Polsce szacha Iranu, Mohammada Rezy Pahlawiego, została odznaczona Orderem Haft Peykar I klasy z szarfą.